# Lorenzo González (político)
Lorenzo González (San Marcos, partido de San Salvador, Intendencia de San Salvador, Capitanía general de Guatemala 1796 - Chalatenango,departamento de San Salvador, Estado de El Salvador, República Federal de Centroamérica 30 de mayo de 1834) fue un político y militar salvadoreño que se desempeñó como jefe interino de El Salvador del 5 al 21 de abril de 1834 y del 12 al 30 de mayo de 1834, en ambos casos en calidad de vicejefe por retiro temporal del jefe Joaquín de San Martín.

## Biografía
Lorenzo González nació por 1796 en San Marcos, que entonces era parte del partido de San Salvador en la Intendencia de San Salvador. Se dedicaría a la carrera de las armas, con lo que alcanzaría el rango Coronel. Se desconocen varios de sus datos biográficos.

### Ascenso al poder e inicio del conflicto con el gobierno federal
A inicios de 1833, el Coronel Joaquín de San Martín, que entonces ejercía como vicejefe del estado del Salvador (en la República Federal de Centroamérica) , ascendió provisionalmente a la jefatura estatal luego de la renuncia de Mariano Prado. Debido a ello, y a que se consideraba que Prado había sido obligado a renunciar por un motín, muchos no veían como legítimo el gobierno de San Martín, por lo que este enfrentaría varias manifestaciones en su contra y la oposición del gobierno federal.
El 10 de mayo de 1833, San Martín convocó a elecciones para elegir al jefe y vicejefe de El Salvador; y el 1 de julio de ese año, el congreso estatal declaró popularmente electos como jefe supremo a San Martín y como vicejefe a Lorenzo González.
El gobierno federal presidido por el General Francisco Morazán desconoció esa elección; por ello y a que San Martín se oponía al traslado del gobierno federal a El Salvador, Morazán buscaría derrocarle. El 14 de octubre, un decreto del senador encargado provisionalmente de la presidencia de la Federación Gregorio Salazar declaró a Sonsonate como capital federal; estableciéndose la capital en esa población el 14 de febrero de 1834.

### Jefatura provisional del Estado
El 5 de abril de 1834, San Martín deja la jefatura del Estado en el vicejefe González, que lo ejercería hasta el 21 de ese mes, cuando volvería San Martín. Durante ese tiempo, el 9 de abril, el congreso estatal decretó honras fúnebres en honor a José Cecilio del Valle; y el 21, el congreso decreto como libre el cultivo de tabaco, estableciendo únicamente el derecho de patente y emitiendo el reglamento respectivo.
El 12 de mayo de 1834, debido a que había rebeliones en San Miguel y otros punto del país, San Martín decidió ponerse al frente de las tropas para pacificar el territorio, entregandole ese día el mando al vicejefe González.
El 15 de mayo, todas las autoridades políticas y gubernativas salvadoreñas buscaron renunciar a sus puestos ante el senado federal buscando la paz y tranquilidad del territorio; sin embargo, el senado no resolvió nada sobre ello y las cosas siguieron de la misma manera.
El 28 de mayo, debido a que las autoridades federales buscaban establecer la capital en San Salvador y ante la reticencia de las autoridades salvadoreñas, el 28 de ese mes, Morazán se puso al frente del ejército federal en Sonsonate y el día 29 la Asamblea Federal acordó trasladar la capital a San Salvador, notificandole esa disposición al gobierno salvadoreño. Pero el Congreso estatal y el Concejo Representativo se disolverían sin haber llegado a ningún acuerdo.

### Óbito y fin del conflicto con el gobierno federal
El 30 de mayo de 1834, Lorenzo González fue asesinado en su hacienda “La Asunción” en Chalatenango, desconociendose quienes fueron los autores de ese atentado.
Después de la muerte de González, San Martín volvió a ocupar la jefatura estatal. Pero Morazán avanzó a San Salvador y la ocupó el 6 de junio, estableciendo ahí el gobierno federal. El 12 de junio depuso a San Martín y colocó en su lugar al General Carlos Salazar. Las fuerzas de San Martín serían completamente derrotadas el 23 de junio.